# Ourong
Ourong est une île et un village du Sénégal, situé en Basse-Casamance près d'Elinkine. Il fait partie de la communauté rurale de Diembéring, dans l'arrondissement de Cabrousse, le département d'Oussouye et la région de Ziguinchor.
Lors du dernier recensement (2002), le village comptait 481 habitants et 67 ménages.
L’île d'Ourong est habitée par des Diolas dont le premier habitant s'appelle Dioussé Gomis. Le chef actuel est Ibou Gomis.